# Friedrich-Ernst von Garnier
Friedrich Ernst Theodor Felix Adam von Garnier (* 13. August 1935 in Breslau; † 7. März 2023) war ein deutscher Künstler, Farbphilosoph, Grafiker, Industrie-Designer, „Farbgestalter“ und Autor. 

## Familie
Garnier entstammte einem schlesischen Adelsgeschlecht, das auf Jean Baptiste Garnier, geboren 1656 in Mont Saxonnet in Frankreich, zurückgeht und dessen Sohn Peter Garnier 1729 in Wien in den böhmischen Ritterstand erhoben wurde. Friedrich-Ernst war der Sohn des Luftwaffen-Majors Hans-Joachim von Garnier (1907–1997) und der Roswitha von Sethe (1912–1967).
Garnier heiratete 1960 in Marburg an der Lahn Hanneliese Gohl (* 17. Mai 1936 in Wiesbaden; † 4. August 1979 auf Lanzarote, Kanarische Inseln), die Tochter des Jakob Gohl und der Maria Wiegand. Er hatte zwei Söhne und eine Tochter, die deutsche Filmregisseurin Katja von Garnier (* 1966). Garnier heiratete am 11. August 2012 Elke Jacobs aus Weimar.

## Leben
Garnier gilt als „Farbphilosoph“ und Begründer der „Organischen Farbigkeit“, einer Disziplin, die der Bionik zuzuordnen ist. Sein Spezialgebiet war die architekturbegleitende Farbgebung von Anlagen des sozialen Wohnungsbaus (Beispiel: Plattenbauten in Weimar und Berlin) ebenso wie von Industrieanlagen (Beispiel: Kokerei Schwelgern). Im Industriepark Höchst hat er mehr als 70 Gebäude und Anlagen farblich gestaltet.
Seine Arbeiten gelten als Beleg, dass bei Architektur, Gebautem und Produktionsanlagen nicht nur tristes Grau vorherrschen muss. 
Im Jahr 1974 modernisierte er im Auftrag von adidas die Trikots der Fußball-Bundesliga farblich. Außerdem entwarf er die Farbkollektion „Pro Architectura“ für Fliesen der Villeroy & Boch Keramische Werke sowie für Architektur-Membrane der Ferrari S. A. in Frankreich. Im März 2002 erarbeitete Garnier im Auftrag von BMW einen Farbvorschlag für einen Rennwagen der „Formel 1“. 2004 entstand das Signet "ReflectionsOne" für ThyssenKrupp zusammen mit der gleichnamigen Kollektion. In Rheinland-Pfalz gestaltete er die Fassaden des Kraftwerkgebäudes der Kraftwerke Mainz-Wiesbaden AG oder die Justizvollzugsanstalt Rohrbach in Wöllstein sowie die Regionale Schule in Eich, wofür er die Wirtschaftsmedaille des Landes erhielt.
Garnier betrieb ein eigenes „Studio für Farbentwürfe“ auf Hof Iben bei Bad Kreuznach, das er 1972 mit Rabea Hartmann gegründet hatte. Im Herbst 2012 meldete das „Studio“ Insolvenz an.

## Organische Farbigkeit
„Organische Farbigkeit“ ist die Lehre von der Notwendigkeit mehrtöniger Farbigkeiten für die Erhaltung des Wohlbefindens und damit letztlich der Gesundheit. Garnier bezieht sich dabei auf die natürlich klanghaften Farbenspiele der Natur. Es gebe in der Natur keine Eintönigkeit, postuliert er seit den 1960er Jahren. Jeder grüne Baum, Steine, Blumen, Haut, Haare, Erden weisen eine Vielzahl verschiedener Farbtöne/Farbverläufe auf. Aus dieser Betrachtung heraus entwickelte er fortan seine Lehre von der „Organischen Farbigkeit“, die auf monochrome Farbigkeiten auf großer Fläche verzichtet und mit Farbklängen arbeitet. 
Was Garnier intuitiv empfindet und mit künstlerischen Mitteln umsetzt, bestätigte der Hirnforscher Ernst Pöppel, ehemaliger Ordinarius des Instituts für medizinische Psychologie an Ludwig-Maximilians-Universität München.
Organische Farbigkeit hieß im Jahr 2004 auch sein Beitrag zur Ausstellung Organische Architektur in der Berliner Philharmonie.

## Ehrungen
- 2005 Wirtschaftsmedaille des Landes Rheinland-Pfalz
- 2005 „Luban“ Chinesischer Architekturpreis
- 2004 Preis des  Deutschen Dachdeckerhandwerkes
- 2003 Deutscher Fassadenpreis für das Wohnhaus Franz-Stephan-Str. 30–36 in Gera[10]
- 2002 Europäischer Stahlbaupreis
- 1999 Internationaler Beton-Kunstpreis
- 1999 Europäischer Stahlbaupreis
- 1985 „Product Award“, USA